# فی‌وود (نیومکزیکو)
فی‌وود، نیومکزیکو (به انگلیسی: Faywood) یک منطقهٔ مسکونی در ایالات متحده آمریکا است که در شهرستان گرنت، نیومکزیکو واقع شده‌است. فی‌وود ۳۳ نفر جمعیت دارد و ۱٬۵۸۹٫۸۶ متر بالاتر از سطح دریا واقع شده‌است.